# Emiratul Fujairah

Drapelul emiratului Fujairah

Fujairah este unul dintre cele șapte emirate care formează Emiratele Arabe Unite.
Emiratul Fujairah este situat în partea de est a statului arab, lângă golful Oman. Acesta ocupă 1,5 % din suprafața Emiratelor Arabe Unite, suprafață care este acoperită aproape în totalitate de munți. Conducătorul emiratului încă din anul 1974 este Shaik Hamad Bin Mohammed Al Sharqi. Principala sursă economică o reprezintă fabricile de ciment, carierele de piatră și mineritul.